# 鸭绿河农场
鸭绿河农场是一个位于中华人民共和国黑龙江省佳木斯市同江市的农场，亦是黑龙江省农垦建三江管理局所属的一个农场。
鸭绿河农场是1984年利用世界银行贷款和国内配套投资的项目农场。位于同江市与抚远市交界处，总面积5.13万公顷，总人口6477人。

## 行政区划
鸭绿河农场下辖以下单位：
鸭绿河场直社区、鸭绿河农场第一管理区、鸭绿河农场第二管理区、鸭绿河农场第三管理区、鸭绿河农场第四管理区和鸭绿河农场第五管理区。